# Brachypelma smithi
Brachypelma smithi je talna vrsta ptičjega pajka, ki živi na zahodnih pobočjih gorovij Siera Madre Occidental in Siera Madre del Sur v jugozahodni Mehiki, posebno na področjih Colima in Guerrero. Njihov naravni življenjski prostor je listopadni tropski gozd. So veliki pajki in živijo od 20 do 30 let. Druga imena za to vrsto pajka so poleg znanega imena Tarantula tudi Mexican Red-kneed Tarantula (mehiški rdečekolenasti ptičji pajek) in Mexican Red Leg (mehiška rdeča noga).

## Opis
Odrasli Brachypelma smithi so pajki z dolžino trupa do 10 cm, z raztegnjenimi nogami pa dosežejo velikost 15 cm. Samec in samica sta si podobna, le da ima samec daljše noge in je lažji od samice. Obarvani so temnosivo do črno, z oranžnimi progami na drugem členu nog. Po levitvah postane barva še bolj izrazita. Rastejo počasi, vendar odrasejo zgodaj. Podobno kot vsi ptičji pajki se tudi Brachypelma smithi v času svojega življenja nekajkrat letno levi.

## Značilnosti
So talni pajki in kopljejo globoke jame v zemljo v bližini rastlinja. Rovi imajo samo en vhod, katerega zapredejo s pajčevino. V brlogu se skrijejo pred sovražniki, pri vhodu pa čakako na svoje žrtve. Samice preživijo večino življenja v brlogu. Od vhoda do brloga vodi hodnik dolžine okoli 40 cm, ki se na koncu razširi v prostor, ki je dovolj velik, da pajku omogoči nemoteno levitev. Naprej od brloga vodi še en hodnik, ki se zaključi z večjo luknjo, v kateri pajek počiva in prebavlja svoj plen. Kadar se pajek levi ali zalega jajčeca, vhod v brlog zapre z listjem in zemljo.
Podobno kot večina ptičjih pajkov novega sveta tudi Brachypelma smithi odvrže dražeča vlakna iz njihovega abdomna in zadnjih nog, kadar se počuti ogroženega. So sorazmerno nestrupeni ljudem, čeprav se lahko zaradi vlaken pojavi alergija, ki se lahko po več napadih pajka še okrepi.

## Ogroženost
Vrsto so kot ogroženo zavarovali s CITES konvencijo v letu 1985. Ukrep je sledil opažanjem, da na trg malih živali prihajajo iz narave vedno manjše živali, kar je pomenilo, da v naravi izginjajo zaradi prekomerne prodaje in izvoza. Lov in prodaja teh pajkov pa ni edini razlog za upadanje števila teh pajkov v naravi. Izginjanje pajkov je posledica uporabe insekticidov, zažiganja gnezd in pobijanja pajkov zaradi strahu pred pajki. Ohranitev vrste ni vprašljiva, ker mnogo teh živali živi v ujetništvu.

## Vzgoja v terariju
Brachypelma smithi je zaradi svoje barve in sorazmerno mirnega značaja dokaj pogosta vrsta ptičjega pajka, ki se goji v ujetništvu. Vzgaja se ga v terariju v vlažnem in toplem okolju pri 24-27 °C. V terariju zaradi kanibalizma ne moremo gojiti več živali skupaj.